# Bergholtz
Bergholtz es una comuna francesa, situada en el departamento de Alto Rin, en la región  de Alsacia.

## Geografía
Bergholtz se ubica a medio camino de las dos ciudades principales del departamento, Colmar y Mulhouse, en el extremo del valle de Guebwiller, al pie de las colinas calcáreas de Schwartzberg, en la parte oriental de las tierras bajas de la cordillera de los Vosgos, caracterizadas por su fertilidad para la agricultura. La localidad se extiende a lo largo de dos vías principales perpendiculares: la que le une con Guebwiller en la línea del plano de ruptura entre las colinas y la plana, y la que enlaza con las poblaciones de la cuenca de Orschwihr. 
El nombre de Bergholtz, compuesto de los vocablos en idioma alemán Berg, montaña, y  Holtz, bosque, remite a los recursos forestales de Schwartzberg, la «montaña negra noire». Sin embargo, desde el siglo XVIII, la adaptación de las tierras al cultivo de la vid permitió el desarrollo de la viticultura y del renombre del vino de Bergholtz en la región.

## Demografía
| 543 | 567 | 526 | 834 | 920 | 1008 | 1155 |
| Para los censos de 1962 a 1999 la población legal corresponde a la población sin duplicidades (Fuente: INSEE [Consultar]) |     |     |     |     |      |      |